# Studena
Studena (ukrainisch Студена; russisch Студёная Studjonaja, polnisch Studenne) ist ein Dorf in der Ukraine mit etwa 2300 Einwohnern.

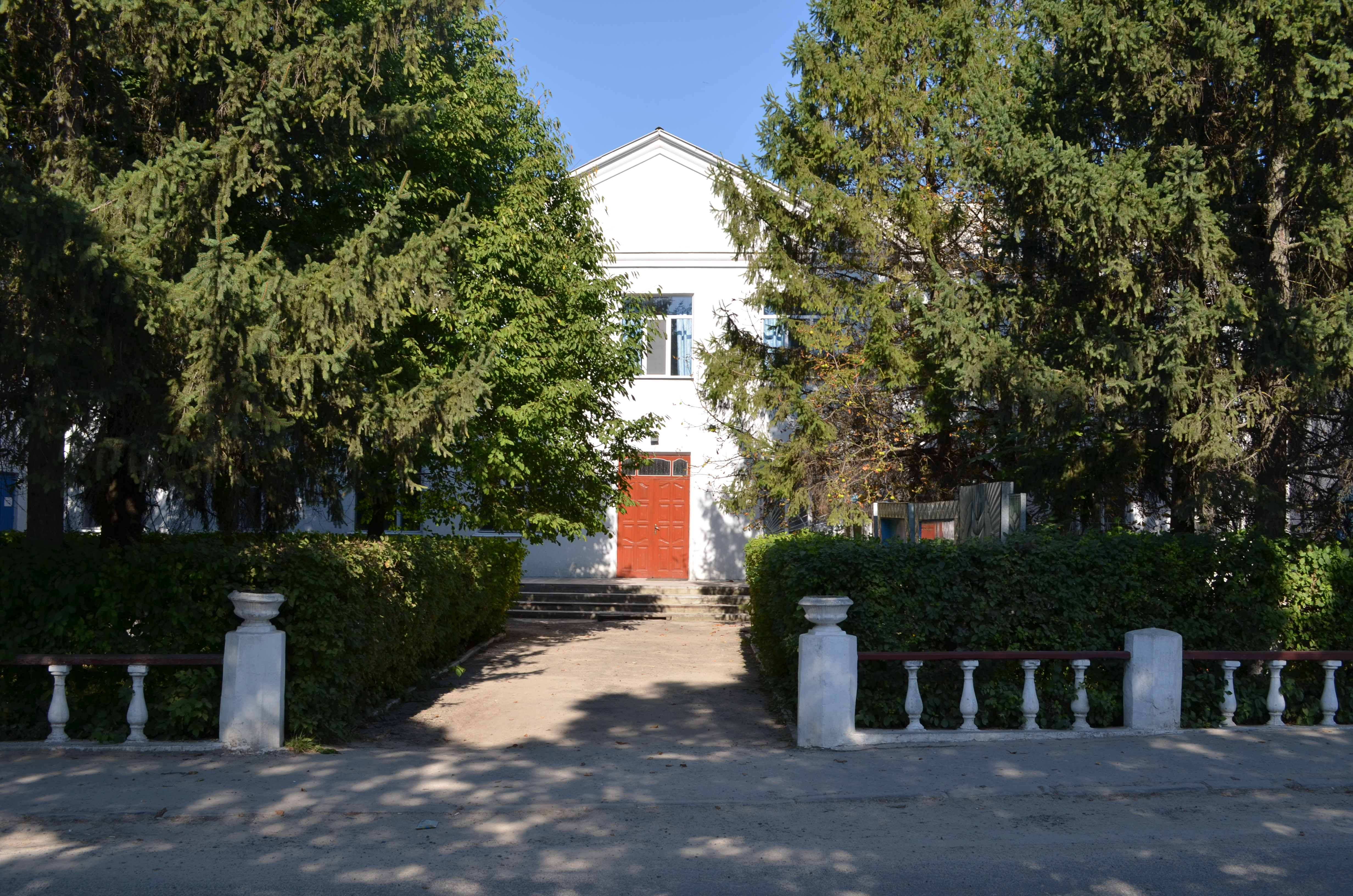
Blick auf ein Gebäude im Ort

Es liegt in der historischen Landschaft Podolien im Südosten der Oblast Winnyzja, 9 Kilometer südlich der ehemaligen Rajonshauptstadt Pischtschanka und 123 Kilometer südöstlich der Oblasthauptstadt Winnyzja. Die Grenze zum moldauischen Transnistrien verläuft 1 Kilometer südwestlich des Ortes.
Die 1742 zum ersten Mal schriftlich erwähnte Ortschaft wurde von Einwanderern aus der Walachei begründet, die sich hierher vor den Türken geflüchtet hatten. 1939 wurde beim Ort ein Bahnhof an der Schmalspurbahn des heutigen Schmalspurnetzes Hajworon eröffnet, diese Strecke wurde aber spätestens 1997 wieder geschlossen und die Bahnanlagen abgebaut.

## Verwaltungsgliederung
Am 31. August 2015 wurde das Dorf zum Zentrum der neugegründeten Landgemeinde Studena (Студенянська сільська громада/Studenjanska silska hromada), zu dieser zählten auch die 3 Dörfer Brochwytschi, Honoriwka und Satyschne sowie die 5 Ansiedlungen Kosazke, Palijowe, Pjatychatka, Tschabanowe und Tscherwona Poljana, bis dahin bildete es zusammen mit dem Dorf Satyschne sowie den Ansiedlungen Palijowe, Pjatychatka, Tschabanowe und Tscherwona Poljana die gleichnamige Landratsgemeinde Studena (Студенянська сільська рада/Studenjanska silska rada) im Süden des Rajons Pischtschanka.
Am 12. Juni 2020 kamen noch die 6 in der untenstehenden Tabelle aufgelisteten Dörfer zum Gemeindegebiet.
Am 17. Juli 2020 kam es im Zuge einer großen Rajonsreform zum Anschluss des Rajonsgebietes an den Rajon Tultschyn.
Folgende Orte sind neben dem Hauptort Studena Teil der Gemeinde:
| Name                     | Name            | Name                                   |
| ukrainisch transkribiert | ukrainisch      | russisch                               |
| ------------------------ | --------------- | -------------------------------------- |
| Bolhan                   | Болган          | Болган (Bolgan)                        |
| Brochwytschi             | Брохвичі        | Брохвичи (Brochwitschi)                |
| Honoriwka                | Гонорівка       | Гоноровка (Gonorowka)                  |
| Hrabariwka               | Грабарівка      | Грабаровка (Grabarowka)                |
| Kalyniwka                | Калинівка       | Калиновка (Kalinowka)                  |
| Kosazke                  | Козацьке        | Казацкое (Kasazkoje)                   |
| Kukuly                   | Кукули          | Кукулы                                 |
| Palijowe                 | Палійове        | Палиево (Palijewo)                     |
| Pjatychatka              | П'ятихатка      | Пятихатка (Pjatichatka)                |
| Satyschne                | Затишне         | Затишное (Satischnoje)                 |
| Trybussiwka              | Трибусівка      | Трибусовка (Tribussowka)               |
| Tschabanowe              | Чабанове        | Чабаново (Tschabanowo)                 |
| Tscherwona Poljana       | Червона Поляна  | Червоная Поляна (Tscherwonaja Poljana) |
| Werchnja Slobidka        | Верхня Слобідка | Верхняя Слободка (Werchnjaja Slobodka) |